# Mazerolles, Charente-Maritime

Mazerolles este o comună în departamentul Charente-Maritime, Franța. În 1 ianuarie 2022 avea o populație de 236 de locuitori.